# Прокопенко, Григорий Дмитриевич
Григорий Дмитриевич Прокопенко (31 января 1924, с. Байцуры, Курская губерния — 1993, Харьков) — советский военнослужащий. Участник Великой Отечественной войны. Герой Советского Союза (1944). Старшина внутренних войск МВД СССР.

## Биография
Родился 31 января 1924 года в селе Байцуры Курской губернии (ныне — в составе Грузсчанского сельского поселения Борисовского района, Белгородская область, Россия) в крестьянской семье. Русский. Образование неполное среднее. До призыва на военную службу работал в колхозе.
В ряды Рабоче-крестьянской Красной Армии был призван Борисовским районным военкоматом Курской области 11 марта 1943 года. Во время военной подготовки освоил воинскую специальность миномётчика. В боях с немецко-фашистскими захватчиками с июня 1943 года на Воронежском фронте в должности командира миномётного расчёта 615-го стрелкового полка 167-й стрелковой дивизии 38-й армии. Боевое крещение принял в Курской битве на юго-западном фасе Курской дуги в Сумском районе Сумской области. В августе-сентябре 1943 года участвовал в Белгородско-Харьковской и Сумско-Прилукской операциях, в составе своего подразделения освобождал Сумы и Ромны, форсировал Псёл, Десну. Особо отличился при форсировании Днепра, в боях за удержание плацдарма на его правом берегу и во время Киевской наступательной операции.
Разгромив в ходе наступления пять немецких дивизий, войска Воронежского фронта продвинулись на 270—300 километров на запад и в конце сентября вышли к Днепру. 26 сентября 1943 года был в числе первых воинов, преодолевших водную преграду у села Вышгород. В боях за удержание плацдарма миномётный расчёт под командованием Григория Прокопенко умелыми действиями отсекал вражескую пехоту от танков и нанёс большой урон противнику в живой силе. Когда требовала обстановка, миномётчики отражали контратаки немцев личным оружием. В бою Григорий Дмитриевич гранатами лично подбил три вражеских танка. 28 сентября 1943 года он участвовал в освобождении села Вышгород. Появление советских войск в непосредственной близости от Киева вынудило немцев перебросить к Вышгороду крупные резервы. Удержать плацдарм подразделениям 167-й стрелковой дивизии не удалось, и в первых числах октября они были отведены за Днепр. 8 октября 1943 года части дивизии были введены на Лютежский плацдарм, откуда 3 ноября 1943 года перешли в наступление в ходе Киевской наступательной операции. При прорыве обороны противника у села Пуща-Водица и в ходе дальнейшего наступления на Киев вместе со своим расчётом неоднократно выдвигался на открытую позицию и под яростным огнём врага подавлял огневые средства противника, мешавшие продвижению стрелковых подразделений. 11 ноября 1943 года при отражении контратаки противника в районе Фастова Григорий Дмитриевич был тяжело ранен и эвакуирован в госпиталь. 
Указом Президиума Верховного Совета СССР «О присвоении звания Героя Советского Союза генералам, офицерскому, сержантскому и рядовому составу Красной Армии» от 10 января 1944 года за «образцовое выполнение боевых заданий командования на фронте борьбы с немецко-фашистскими захватчиками и проявленные при этом отвагу и геройство» с вручением ордена Ленина и медали «Золотая Звезда». 
Около полугода находился на излечении в госпиталях. После выписки из лечебного учреждения так до конца и не оправившегося от ранения красноармейца направили сапёром в 924-й отдельный сапёрный корпусный батальон. В составе 7-го стрелкового корпуса батальон участвовал в освобождении Белоруссии и Польши (Белорусская и Висло-Одерская операции), форсировании Одера, Берлинской операции и штурме Берлина. Григорий Дмитриевич выполнял задачи по минированию и разминированию территорий и различных объектов, установке проволочных заграждений, ремонту дорог и мостов. Во время наступательных операций он нередко находился в боевых порядках пехоты, обеспечивая преодоление минных полей и проволочных заграждений противника, производил ремонт штурмовых мостиков, взрывал вражеские укрепления и опорные пункты. Боевой путь он закончил в столице Германской империи. За мужество, проявленное в боях за Берлин, был награждён медалью «За отвагу».
После окончания Великой Отечественной войны продолжал службу в Красной Армии до 1947 года. После демобилизации Григорий Дмитриевич жил в Харькове. До 1969 года служил во внутренних войсках МВД СССР. Умер 22 мая 1993 года.

## Награды
- Медаль «Золотая Звезда» (10.01.1944);
- орден Ленина (10.01.1944);
- орден Отечественной войны 1-й степени (11.03.1985);
- медали, в том числе:
  - медаль «За отвагу» (29.05.1945).

## Память
- Бюст Героя Советского Союза Г. Д. Прокопенко установлен на аллее Славы в посёлке Борисовка Белгородской области.
- Бюст Героя Советского Союза Г. Д. Прокопенко установлен в селе Байцуры Белгородской области.
- Мемориальная доска в честь Героя Советского Союза Г. Д. Прокопенко установлена на фасаде МОУ Байцуровская общеобразовательная школа в селе Байцуры Белгородской области.
- Мемориальная доска в честь Героя Советского Союза Г. Д. Прокопенко установлена в Харькове по адресу: улица 23 Августа, 49б[5].

## Документы
- Общедоступный электронный банк документов «Подвиг Народа в Великой Отечественной войне 1941—1945 гг.» Дата обращения: 16 апреля 2013. Архивировано из оригинала 13 марта 2012 года.

Указ Президиума Верховного Совета СССО о присвоении звания Героя Советского Союза. Дата обращения: 16 апреля 2013. Архивировано 23 апреля 2013 года.
Медаль «За отвагу» (наградной лист и приказ о награждении). Дата обращения: 16 апреля 2013. Архивировано 23 апреля 2013 года.